# Varilla
Varilla là một chi thực vật có hoa trong họ Cúc (Asteraceae).

## Loài
Chi Varilla gồm các loài: